# Chomiąża (województwo opolskie)
Chomiąża (cz. Chomýž, niem. Komeise) – wieś w Polsce położona w województwie opolskim, w powiecie głubczyckim, w gminie Głubczyce, w południowo-wschodniej części Gór Opawskich, nad rzeką Opawicą.
W latach 1975–1998 miejscowość administracyjnie należała do ówczesnego województwa opolskiego.

## Położenie
Wieś leży na granicy polsko-czeskiej. Powstała w wyniku podziału w XVIII wieku po wojnie sukcesyjnej miejscowości Komeise na część austriacką i pruską. Po drugiej wojnie światowej część pruska, która przypadła Polsce otrzymała nazwę Chomiąża, a część miejscowości leżąca w granicach Czechosłowacji – Chomýž.
Wioska znajduje się w Obszarze Chronionego Krajobrazu Rejon Mokre – Lewice.
W wiosce jest drogowe miejsce przekraczania granicy Chomiąża – Chomýž z Czechami (most przez rzekę Opawicę), dla pojazdów o nośności do 4 tony, dawniej było w tym miejscu Przejście graniczne Chomiąża-Chomýž.

## Zabytki

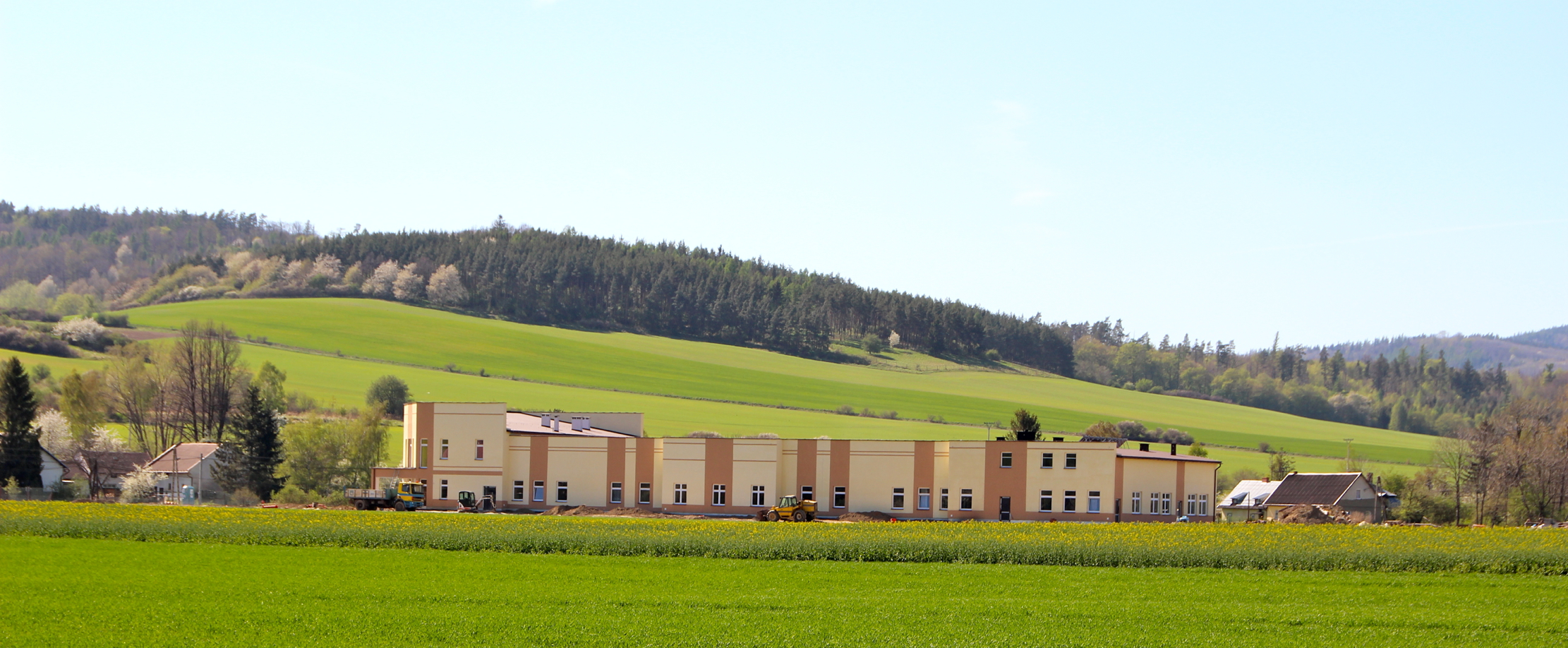
Chomiąska placówka całodobowej opieki dla osób starszych Spokojna Przystań

Do wojewódzkiego rejestru zabytków wpisane są:
- kościół fil. pw. św. Jana Chrzciciela, z 1574 r., XVII w.
- dom nr 2, z XIX w.
- dom – chałupa nr 22, drewniany, z XIX w., (nie istnieje)
- dom nr 69, z XIX w.